# Estigmene atrifascia
Estigmene atrifascia là một loài bướm đêm thuộc phân họ Arctiinae, họ Erebidae.